# Atletica leggera ai X Giochi panafricani - 400 metri piani maschili
La specialità dei 400 metri piani maschili ai X Giochi panafricani si è svolta l'11 e 13 settembre 2011 all'Estádio Nacional do Zimpeto di Maputo.

## Podio
| Oro     | Rabah Yousif Sudan    |
| Argento | Tobi Ogunmola Nigeria |
| Bronzo  | Mark Mutai Kenya      |

## Risultati

### Batterie
I primi tre di ogni gruppo (Q) ed i successivi sei migliori tempi (q) si qualificano alle semifinali.
| Class | Gruppo | Nome                   | Nazione        | Tempo | Note |
| ----- | ------ | ---------------------- | -------------- | ----- | ---- |
| 1     | 4      | Rabah Yousif           | Sudan          | 45.67 | Q    |
| 2     | 4      | Tobi Ogunmola          | Nigeria        | 46.11 | Q    |
| 3     | 4      | Isaac Makwala          | Botswana       | 46.43 | Q    |
| 4     | 1      | Anderson Mureta Mutegi | Kenya          | 46.46 | Q    |
| 5     | 3      | Mark Mutai             | Kenya          | 46.48 | Q    |
| 6     | 2      | Sakarea Kamberuka      | Botswana       | 46.66 | Q    |
| 7     | 1      | Pako Seribe            | Botswana       | 46.70 | Q    |
| 8     | 3      | Bereket Desta          | Etiopia        | 46.74 | Q    |
| 9     | 3      | James Godday           | Nigeria        | 47.00 | Q    |
| 10    | 2      | Saviour Kombe          | Zambia         | 47.24 | Q    |
| 11    | 4      | Vincent Mumo           | Kenya          | 47.68 | q    |
| 12    | 2      | Mathieu Gnanligo       | Benin          | 47.71 | Q    |
| 13    | 1      | Segun Ogunkole         | Nigeria        | 47.81 | Q    |
| 14    | 3      | Ali Ngaimoko           | Uganda         | 48.02 | q    |
| 15    | 1      | Hagos Tadesse          | Etiopia        | 48.07 | q    |
| 16    | 2      | Nelton Ndebele         | Zimbabwe       | 48.20 | q    |
| 17    | 3      | Mancoba Nyoni          | eSwatini       | 48.51 |      |
| 18    | 4      | Mohamed Khouaja        | Libia          | 48.66 |      |
| 19    | 3      | Connias Mudzingwa      | Zimbabwe       | 48.89 |      |
| 20    | 1      | N'Dri Sosthene Kouadio | Costa d'Avorio | 48.95 |      |
| 21    | 2      | Gary Kikaya            | RD del Congo   | 49.23 |      |
| 22    | 1      | Salvador Chitsondzo    | Mozambico      | 49.39 |      |
| 23    | 2      | Jean Kamyamgara        | Ruanda         | 49.92 |      |
| 24    | 1      | David Tinago           | Zimbabwe       | 50.21 |      |
| 25    | 4      | Houssein Nou Ali       | Gibuti         | 50.94 |      |
| 26    | 4      | Gustave Dadabo         | Rep. del Congo | 51.12 |      |

### Semifinals
I primi tre di ogni gruppo (Q) ed i successivi due migliori tempi (q) si qualificano alla finale.
| Class | Gruppo | Nome                   | Nazione  | Tempo | Note |
| ----- | ------ | ---------------------- | -------- | ----- | ---- |
| 1     | 1      | Rabah Yousif           | Sudan    | 45.86 | Q    |
| 2     | 1      | Tobi Ogunmola          | Nigeria  | 46.11 | Q    |
| 3     | 2      | Mark Mutai             | Kenya    | 46.14 | Q    |
| 4     | 2      | James Godday           | Nigeria  | 46.20 | Q    |
| 5     | 1      | Isaac Makwala          | Botswana | 46.27 | Q    |
| 6     | 2      | Bereket Desta          | Etiopia  | 46.39 | Q    |
| 7     | 1      | Sakarea Kamberuka      | Botswana | 46.59 | q    |
| 8     | 2      | Pako Seribe            | Botswana | 46.69 | q    |
| 9     | 2      | Ali Ngaimoko           | Uganda   | 47.05 |      |
| 10    | 1      | Saviour Kombe          | Zambia   | 47.33 |      |
| 11    | 1      | Vincent Mumo           | Kenya    | 47.51 |      |
| 12    | 2      | Anderson Mureta Mutegi | Kenya    | 47.77 |      |
| 13    | 1      | Segun Ogunkole         | Nigeria  | 47.83 |      |
| 14    | 1      | Nelton Ndebele         | Zimbabwe | 48.37 |      |
| 15    | 2      | Hagos Tadesse          | Etiopia  | 48.78 |      |
| N.D.  | 2      | Mathieu Gnanligo       | Benin    | dnf   |      |

### Finale
| Class   | Nome              | Nazione  | Tempo | Note |
| ------- | ----------------- | -------- | ----- | ---- |
| Oro     | Rabah Yousif      | Sudan    | 45.27 |      |
| Argento | Tobi Ogunmola     | Nigeria  | 45.82 |      |
| Bronzo  | Mark Mutai        | Kenya    | 46.52 |      |
| 4       | Bereket Desta     | Etiopia  | 46.56 |      |
| 5       | James Godday      | Nigeria  | 46.58 |      |
| 6       | Sakarea Kamberuka | Botswana | 46.60 |      |
| 7       | Isaac Makwala     | Botswana | 46.78 |      |
| 8       | Pako Seribe       | Botswana | 46.88 |      |